# Thugs Get Lonely Too
Thugs Get Lonely Too to pierwszy singiel z płyty Loyal to the Game Tupaca Shakura. Został on wyprodukowany przez Eminema. W refrenie pojawia się Nate Dogg. Nigdy nie nakręcono teledysku do tej piosenki.

## Pozycje na listach przebojów
| Lista                 | Miejsce |
| --------------------- | ------- |
| Billboard Hot 100     | 98      |
| Hot R&B/Hip-Hop Songs | 78      |